# Двина (галера, 1721)
«Двина» — галера Балтийского флота Российской империи, одна из двух галер одноимённого типа, построенных по «венецианскому маниру».

## Описание галеры
25-баночная трёхмачтовая галера с деревянным корпусом одноимённого типа, первое из двух судов этого типа. Обе галеры этого типа строились по «венецианскому маниру». Длина судна составляла 48,5 метра, ширина с постицами 9,6 метра. Артиллерийское вооружение галеры состояло из одной 24-фунтовая и двух 12-фунтовых пушек, а также двенадцати 3-фунтовых фальконетов. В качестве основного движителя судна использовались 25 пар вёсел, также галера была оборудована вспомогательным косым парусным вооружением на трёх мачтах.

## История службы
Галера «Двина» была заложена на одной из вервей Санкт-Петербурга и после спуска на воду 16 (27) мая 1721 года вошла в состав Балтийского флота России.

### Комментарии
1. ↑  Вторая галера носила наименование «Нева»[1].
2. ↑  Или 25 банок[1].